# 보스톤 사람들
《보스톤 사람들》(영어: The Bostonians)은 영국에서 제작된 제임스 아이보리 감독의 1984년 시대극 로맨틱 드라마 영화이다. 크리스토퍼 리브 등이 출연하였다.

## 출연진
- 크리스토퍼 리브
- 버네사 레드그레이브
- 제시카 탠디
- 낸시 마샨드
- 린다 헌트
- 월리스 숀